# Свети Йоан Предтеча (Бобощица)
„Свети Йоан Предтеча“ (на албански: Shën Jovanit) е православна църква край корчанското село Бобощица, Албания, част от Корчанската епархия на Албанската православна църква.
Църквата е гробищен храм и е разположена на километър западно от Бобощица. Изградена е през XVI век.. В храма са запазени ценни стенописи. От 1963 година е културен паметник на Албания под № 63.